# Ulica Bartosza w Krakowie
Ulica Bartosza – ulica w Krakowie, w dzielnicy I Stare Miasto, na Kazimierzu. 
Łączy ulicę Szeroką i plac Bawół z ulicą św. Wawrzyńca. Jest jednojezdniowa.

## Historia
Ulica istniała już w XVIII wieku jako bezimienny zaułek. Obecną postać przybrała w latach 1871–1883. W latach osiemdziesiątych XIX wieku nazywana była ulicą Wysoką, a w 1890 roku Rada Miasta Krakowa nadała ulicy obecną nazwę.
W tamtym czasie proponowano także, aby nadać ulicy nazwę ul. Głuchej, jednak propozycja ta nie uzyskała akceptacji Rady Miasta.
Jest jedną z dwóch ulic w Krakowie upamiętniających kościuszkowskiego kosyniera spod Racławic – Wojciecha Bartosa Głowackiego.

## Zabudowa
- ul. Bartosza 1 (pl. Bawół) – dom, 1878.
- ul. Bartosza 2 (pl. Bawół) – kamienica, zaprojektowana przez Leopolda Tlachnę, 1888–1889.
- ul. Bartosza 3 (ul. św. Wawrzyńca 16) – dom, zaprojektowany przez Nachama Kopalda, 1877.
- ul. Bartosza 4 (ul. św. Wawrzyńca 18) – kamienica, zaprojektowana przez Beniamina Torbego, 1888–1889.

Opracowano na podstawie źródła: Gminnej ewidencji zabytków – Kraków.

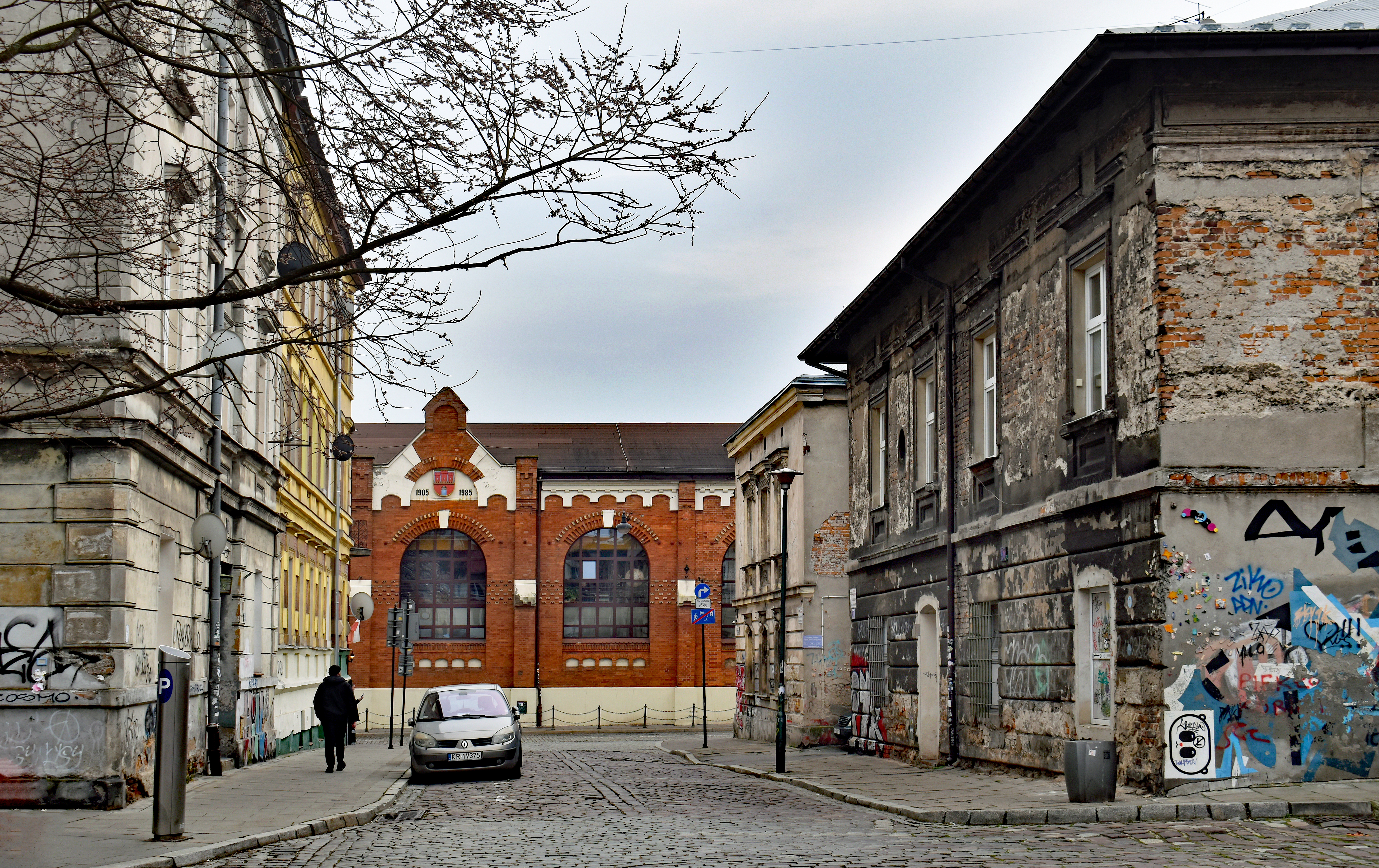
Widok z północy, z pl. Bawół. Perspektywę zamyka budynek starej Elektrowni Krakowskiej przy ul. św. Wawrzyńca